# Пеґонисько-Кольонія
Пеґонисько-Кольонія (пол. Piegonisko-Kolonia) — село в Польщі, у гміні Бжезіни Каліського повіту Великопольського воєводства.
У 1975-1998 роках село належало до Каліського воєводства.